# ناوكي اوكادا
ناوكي اوكادا هو صحفي وسياسي ياباني، ولد في 9 يونيو 1962 في كانازاوا في اليابان. حزبياً، نشط في الحزب الليبرالي الديمقراطي الياباني. وقد انتخب عضو مجلس المستشارين عن دائرة Ishikawa at-large district ‏ وقد انضم خلال فترته النيابية  للكتلة البرلمانية الحزب الليبرالي الديمقراطي الياباني.

## وصلات خارجية
- الموقع الرسمي